# Jaskinia Piekło pod Skibami
Jaskinia Piekło pod Skibami – jaskinia położona na północno-zachodnim stoku Góry Żakowej w Paśmie Zelejowskim, na wschód od Gałęzic.
Łączna długość jaskini wynosi 57 metrów, z czego główny korytarz liczy 20 m. Do wnętrza prowadzą 4 otwory – duży, główny, przez który można łatwo dostać się do środka oraz 3 mniejsze o niewielkiej średnicy. Niedaleko głównego wejścia znajduje się niespełna metrowej głębokości zagłębienie, które prawdopodobnie powstało po zasypaniu szybu górniczego. Teren wokół jaskini, wchodzący w skład rezerwatu Góra Żakowa, na przestrzeni od XV do XVII wieku był miejscem poszukiwań rud srebra i ołowiu. W 1954 roku jaskinię objęto ochroną jako pomnik przyrody nieożywionej.

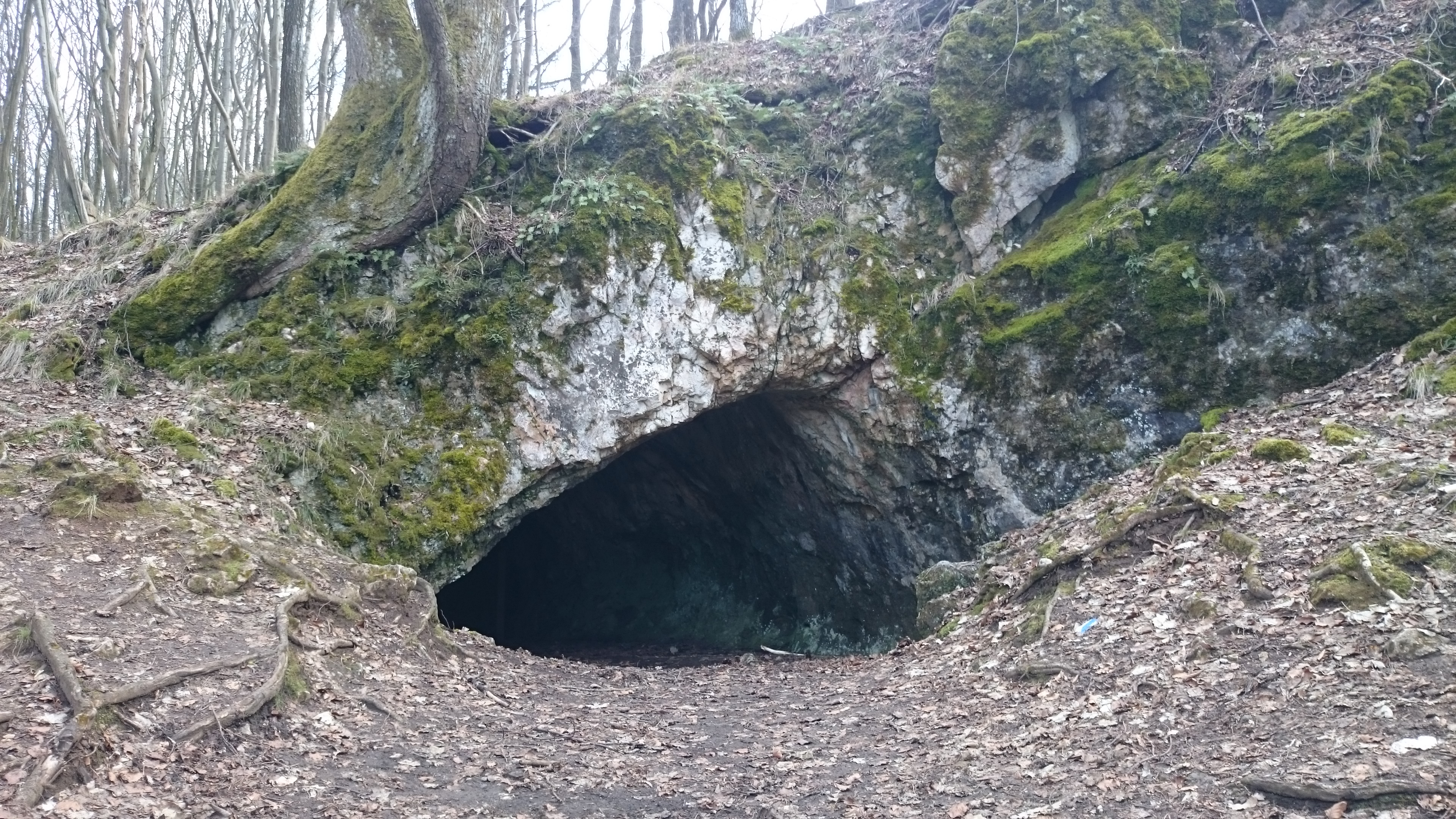
Główne wejście do jaskini Piekło

Jaskinia posiada bardzo ubogą szatę naciekową składającą się z kilku wystąpień polewy kalcytowej. Jaskinia, a w szczególności jej wąskie i trudno dostępne boczne korytarze są zamieszkane przez nietoperze, wśród których można wymienić następujące gatunki: nocek duży, mroczek późny, gacek szary i mopek zachodni. Znaleźć tu można także niektóre gatunki pająków, na przykład czaika jaskiniowego (Metellina merianae) czy tkańca (Nesticus cellulanus). W jaskini schronienia szukają również liczne muchówki, a także ćmy, takie jak paśnik jaskiniec (Triphosa dubitata).
Koło jaskini przechodzi  niebieski szlak turystyczny prowadzący z Chęcin do Łagowa.
Nazwę Piekło okoliczna ludność nadała jaskini już w XVIII wieku. Według legendy, z jej czeluści miały wylatywać diabły, by zło na świecie czynić. W okolicy jaskini znajdują się wykonane z drewna rzeźby czartów autorstwa Krzysztofa Jasińskiego.

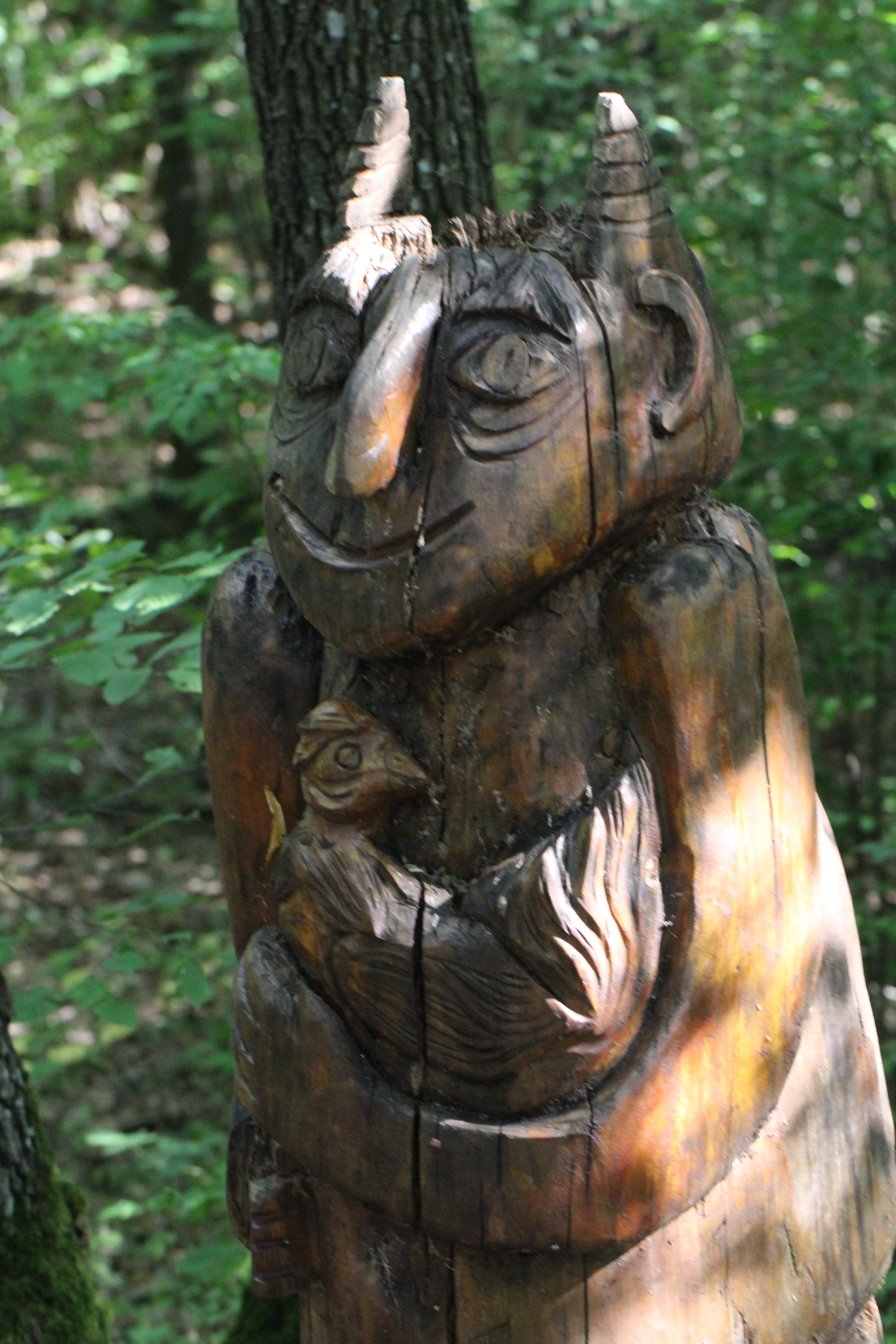
Rzeźba diabła w pobliżu jaskini

Jaskini Piekło swoją nazwę zawdzięcza odległy o 7 km Raj.

## Fauna jaskini

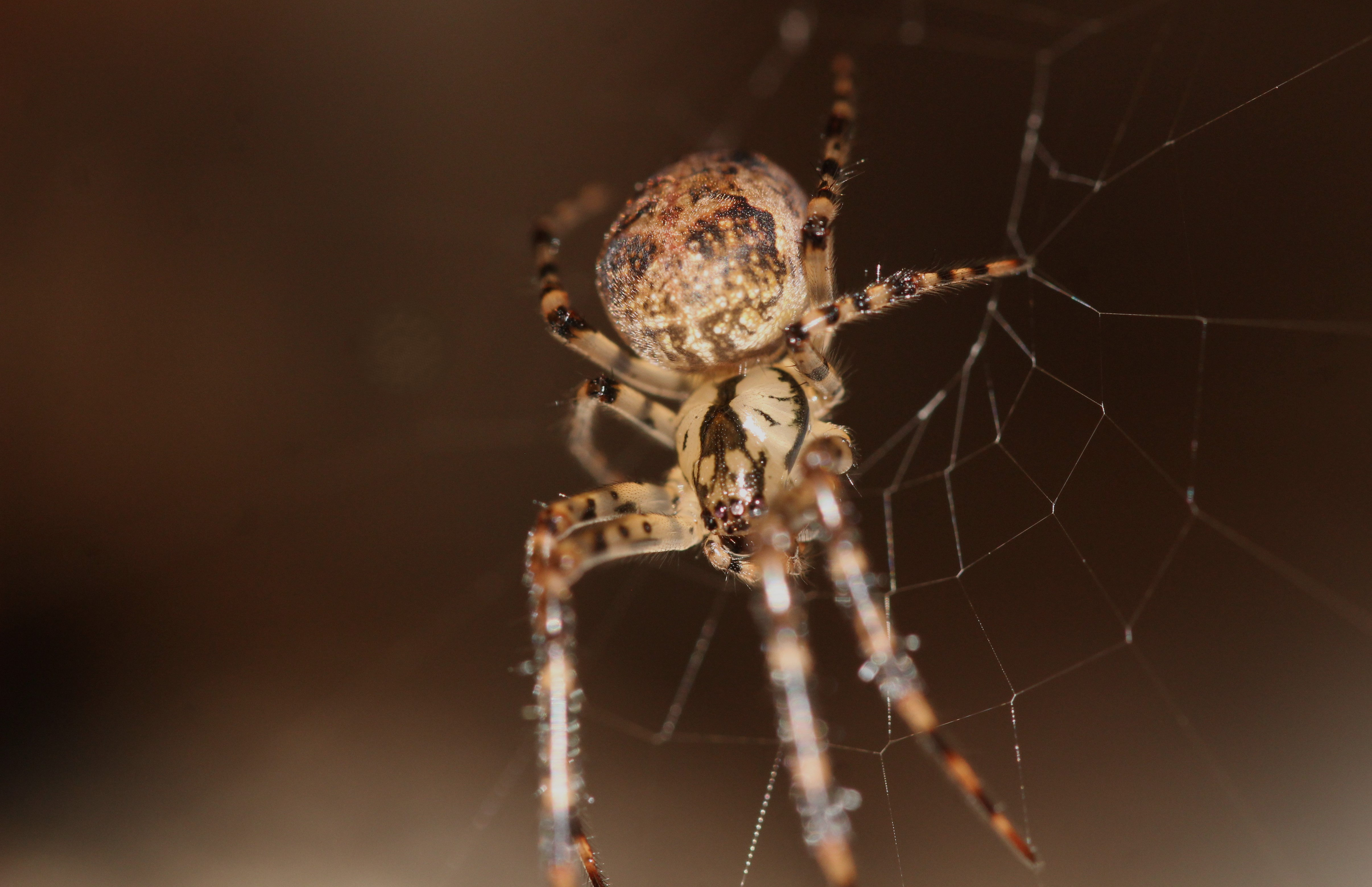
Czaik jaskiniowy (Metellina merianae)
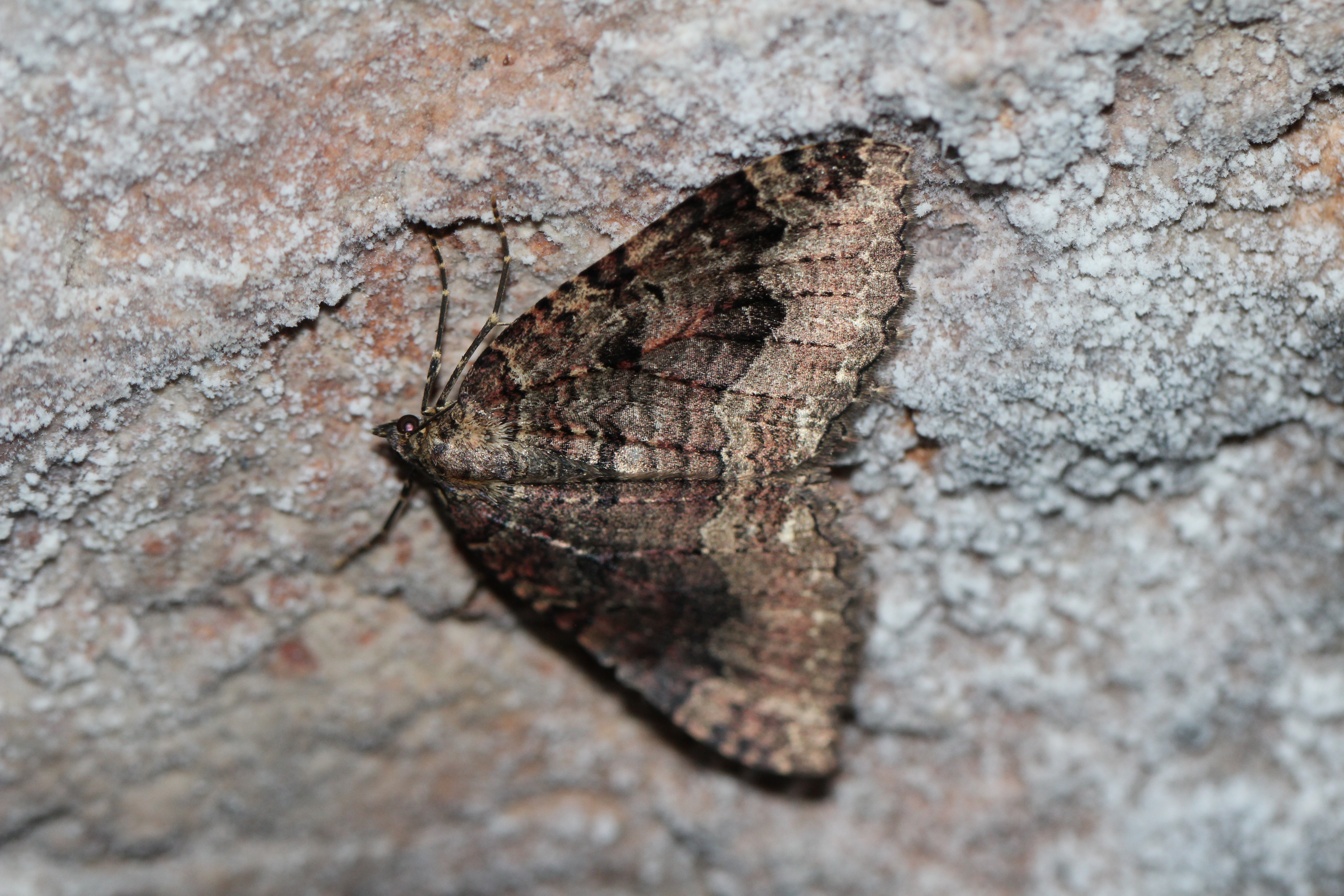
Paśnik jaskiniec (Triphosa dubitata) na ścianie jaskini
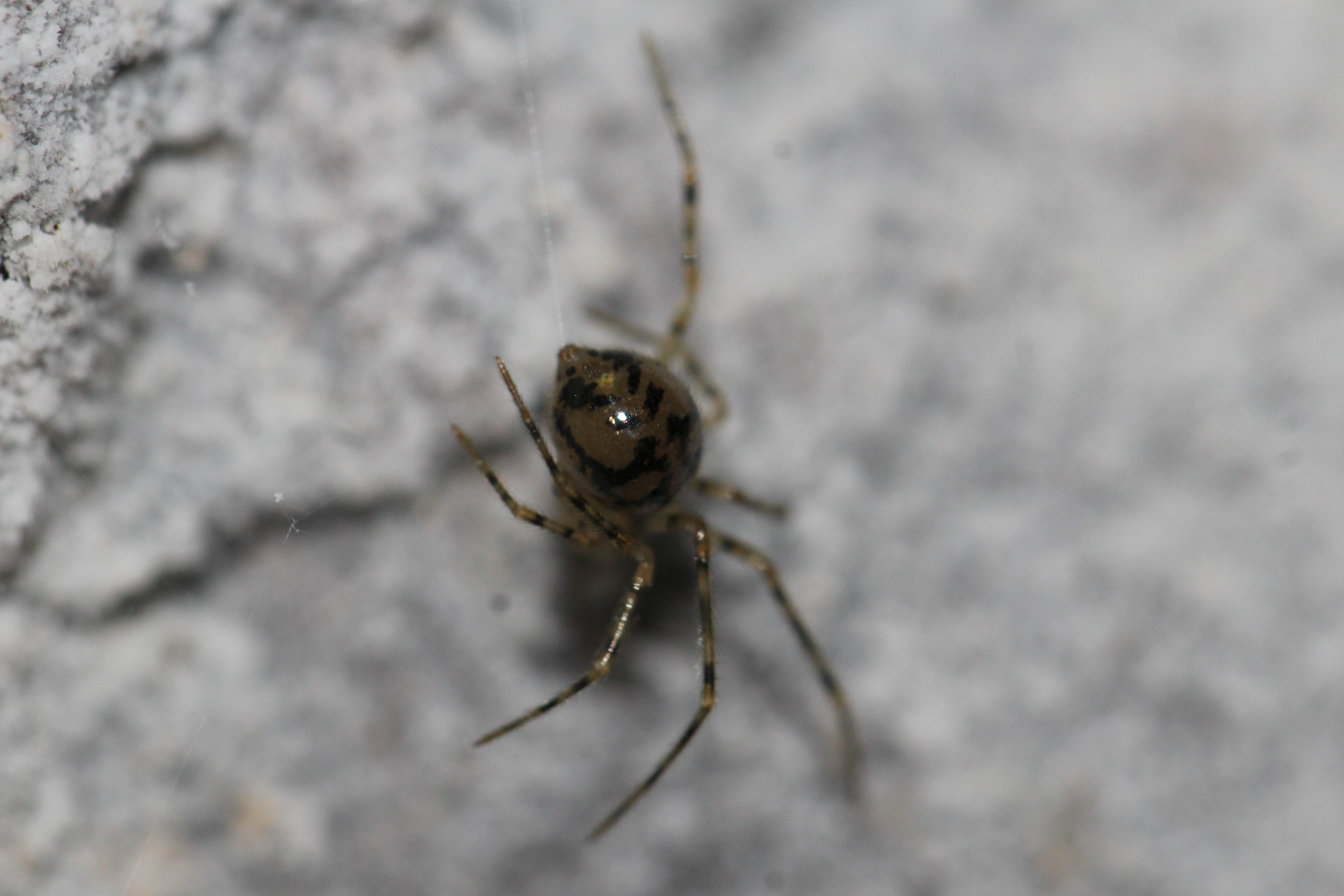
Tkaniec (Nesticus cellulanus)